# Vespa P 200 E

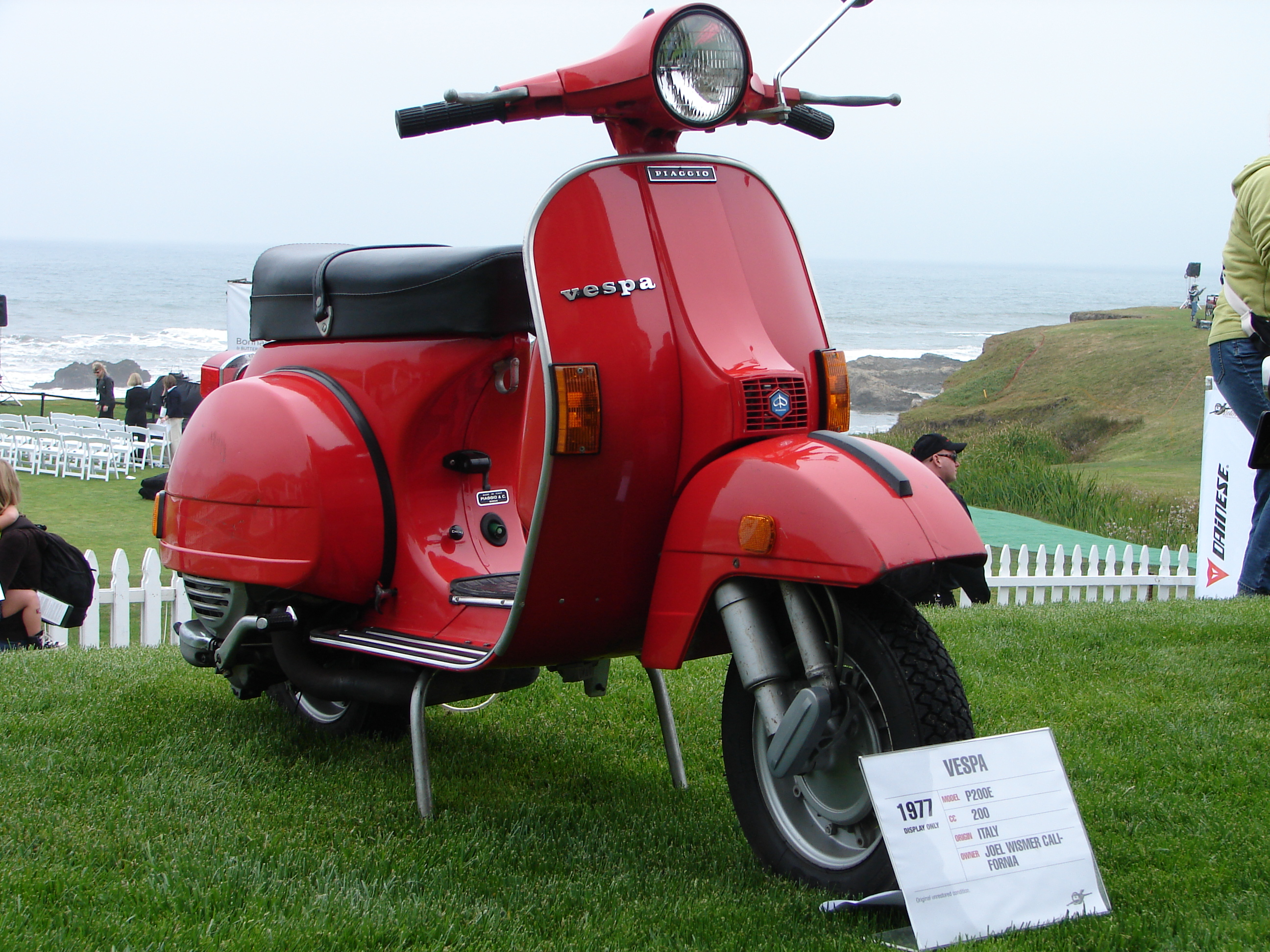
Motorroller Vespa P 200 E von 1977

Die Vespa P 200 E ist ein Motorrollermodell des italienischen Herstellers Piaggio, das von 1977 bis Ende 1982 gebaut wurde. In Deutschland war das Modell ab 1978 zu kaufen. Im Sommer 1978 wurde sie in Deutschland auf der Motorradmesse in Köln ausgestellt. Die P200E besaß im Gegensatz zur ersten italienischen Version „Senza Frecce“ Fahrtrichtungsanzeiger.

## Design
Die P 200 E war die leistungsstärkste Variante der „neuen Generation“ der Vespa, die zunächst Vespa P und später Vespa PX genannt wurde und sich vor allem im Design von den bisher gebauten Modellen unterschied. Der neu konzipierte Rahmen der P-Reihe war körperlich größer im Vergleich zu den bisherigen Modellen. Die Hauben wurden kantiger und hatten ab ca. 1978 integrierte Fahrtrichtungsanzeiger.
Der elektrische Kontakt für die Blinker wurde durch den Sicherungsstift für die Motorhaube weitergeleitet. Auf der Vorderseite, im Beinschildbereich der P-Serie, wurden die Fahrtrichtungsanzeiger an den Seitenrändern des Beinschildes befestigt.
Der Beinschild wurde ebenfalls vergrößert und in einer quadratischen Form entworfen. Der Kotflügel bzw. die Kaskade wurde ebenfalls voluminöser. Die vorher noch sichtbare Hupe verschwand in der Kaskade. Die Kaskade verbarg auch ein großes Verteilsegment für Stromkabel. Auf der anderen Seite des Beinschildes bekamen alle P-Modelle ein voluminöses Gepäckfach.

## Motor
Der 200-cm3-Motor leistete 10 PS, die P 200 E erreichte eine Höchstgeschwindigkeit von fast 105 km/h. Am 24. Januar 1978 wurden mit der Vespa P 200 E Leistungstests durchgeführt. Der Ort war die Gemeinde Vizzola Ticino in der Lombardei in Italien. Die Strecke war eine Teststrecke der Firma Pirelli. Bei der P 200 E handelte es sich um die VSX1T*1389*. Die Temperaturen lagen an diesem Tag bei 13 Grad. Folgende Ergebnisse wurden ermittelt:
- 100 Meter in 7,426 Sekunden[2]
- 200 Meter in 11,859 Sekunden. Dabei wurde eine Geschwindigkeit von 89,55 km/h ermittelt.[2]
- 300 Meter in 15,738 Sekunden[2]
- 400 Meter in 19,309 Sekunden. Dabei wurde eine Geschwindigkeit von 104,04 km/h ermittelt.[2]

Die Geschwindigkeit von knapp 105 km/h erreicht eine Vespa P 200 E im Alltag selten. Die Höchstgeschwindigkeit liegt in der Regel – beispielsweise auf der Autobahn (gerade Strecke ohne Gegenwind) – bei ca. 90–95 km/h. Das haben Messungen mit einem zusätzlichen Digitaltachometer ergeben, bei dem der Radumfang in die Umrechnungsformel eingegeben wurde.

## Vespa P 200E – Technische Daten
| Motordaten                  |                                      |
| --------------------------- | ------------------------------------ |
| Bauart                      | Einzylinder-Zweitaktmotor            |
| Hubraum (gem. § 30 b StVZO) | 198 cm³                              |
| Bohrung/Hub (in mm)         | 66,5/57                              |
| Verdichtung                 | 1:8,8                                |
| Kompression kalt/heiß       | ca. 8,5 bar/ ca. 9,5 bar             |
| Stoßspiel Kolbenringe       | Einbau: 0,25–0,40 mm; Ausbau: 0,7 mm |
| Max. Leistung               | 7 kW bei 5000/min                    |
| Max. Drehmoment             | 16,8 Nm bei 3800/min                 |

## Sonstiges
Abgelöst wurde das Modell durch die erheblich erfolgreichere Vespa PX 200 E (1982–1986), die optisch kaum verändert war. Hierzu zählen im Wesentlichen die 20-mm-Gabel und die innen liegenden Seitenhaubenverschlüsse. Sukzessive wurden technische Neuerungen eingeführt. Die PX 200 E Lusso (1983–1995) besaß Getrenntschmierung und Tankanzeige, die PX 200 E GS (Grand Sport) einen Zylinder gleichen Hubraums mit 12 PS, die PX 200 E Elestart einen Elektrostarter. Ab 1998 wurde eine Version mit einer hydraulisch betätigten Scheibenbremse und Halogenscheinwerfer angeboten.